# 波邇夜須毘古神與波邇夜須毘賣神
波邇夜須毘古神（日语：ハニヤスヒコノカミ）與波邇夜須毘賣神（日语：ハニヤスヒメノカミ）乃《古事記》之記述，《日本書紀》寫成埴安神、埴山姬，祂們是日本神話裡掌管土地的男女神祇。

## 概要

### 古事記之記載
依照《古事記》上卷之記述，伊邪那美命生下火之夜藝速男神時，下陰遭灼傷而臥病在床。其嘔吐物生成金山毘古神、金山毘賣神；糞便生成波邇夜須毘古神、波邇夜須毘賣神；尿液生成彌都波能賣神、和久產巢日神等二神，後者之女名曰豐宇氣毘賣神；不久伊邪那美命身故。

### 日本書紀之記載
根據《日本書紀》卷第一所載之第二種說法，伊奘冉尊生火神軻遇突智時被燒死，臨終之際臥生土神埴山姬（（日語）ハニヤマヒメ）及水神罔象女。軻遇突智娶埴山姬，生下稚產靈，此神頭上生蠶與桑，臍中生五穀。
而第六種說法謂此二神共生完大八洲國後，接著吹撥之氣化成風神級長戶邊命，飢餓時生下倉稻魂命，復生海神少童命、山神山祇、水門神速秋津日命、木神句句廼馳、土神埴安神等，再生萬物。

## 解說
神名裡的「波邇（（日語）ハニ）」亦可寫成「埴」，據《和名類聚抄》解釋「土黃而細密曰埴」，故「埴」就是製作陶器用的黏土；而「波邇夜須（（日語）ハニヤス）」是指將泥土捏揉柔軟的樣子。

## 信仰
在日本，有些神社將此男女二神稱作埴山彥神、埴山姬神，有些神社則合稱為埴安神，三者的神格是同等的。通常土木建築工地開工舉行前的地鎮祭（一種祈福祭拜儀式）會一同參拜該神明與其他土地神（如家宅六神），而主祭波邇夜須毘古神的神社計有下述：
- 波彌神社（京都府京丹後市峰山町）
- 手谷神社（兵庫縣豐岡市但東町）
- 山神社（兵庫縣豐岡市日高町）
- 多他神社（兵庫縣美方郡香美町）
- 大井神社（靜岡縣島田市大井町）

## 內部連結
- 伊奘冉尊
- 和久產巢日神

## 外部連結
- （日語）埴安彦神/埴安姫神 （页面存档备份，存于）